# Jin Air
Jin Air Co Ltd hay được biết với tên là Air Korea trong những ngày đầu tiên thành lập là 2008. Hãng là hãng hàng không giá rẻ có công ty mẹ là Korean Air của Hàn Quốc. Tháng 7 năm 2008, Jin Air bắt đầu phục vụ các chuyến bay nội địa. Tháng 10 năm 2009, Jin Air mở các chuyến bay quốc tế đầu tiên đi Macau, Đảo Guam và Bangkok. Tên Jin Air được chính thức công bố thay đổi vào ngày 15 tháng 7 năm 2008 vào buổi lễ khai trương tại Seoul. Hãng có trụ sở chính thức tại Deungchon-dong, Gangseo-gu, Seoul
Kim-Jae Kun là tổng giám đốc điều hành của Jin Air cho biết sẽ sử dụng dòng máy bay Boeing B737 trong chuyến bay đầu tiên từ Sân bay quốc tế Gimpo đi Sân bay quốc tế Jeju.

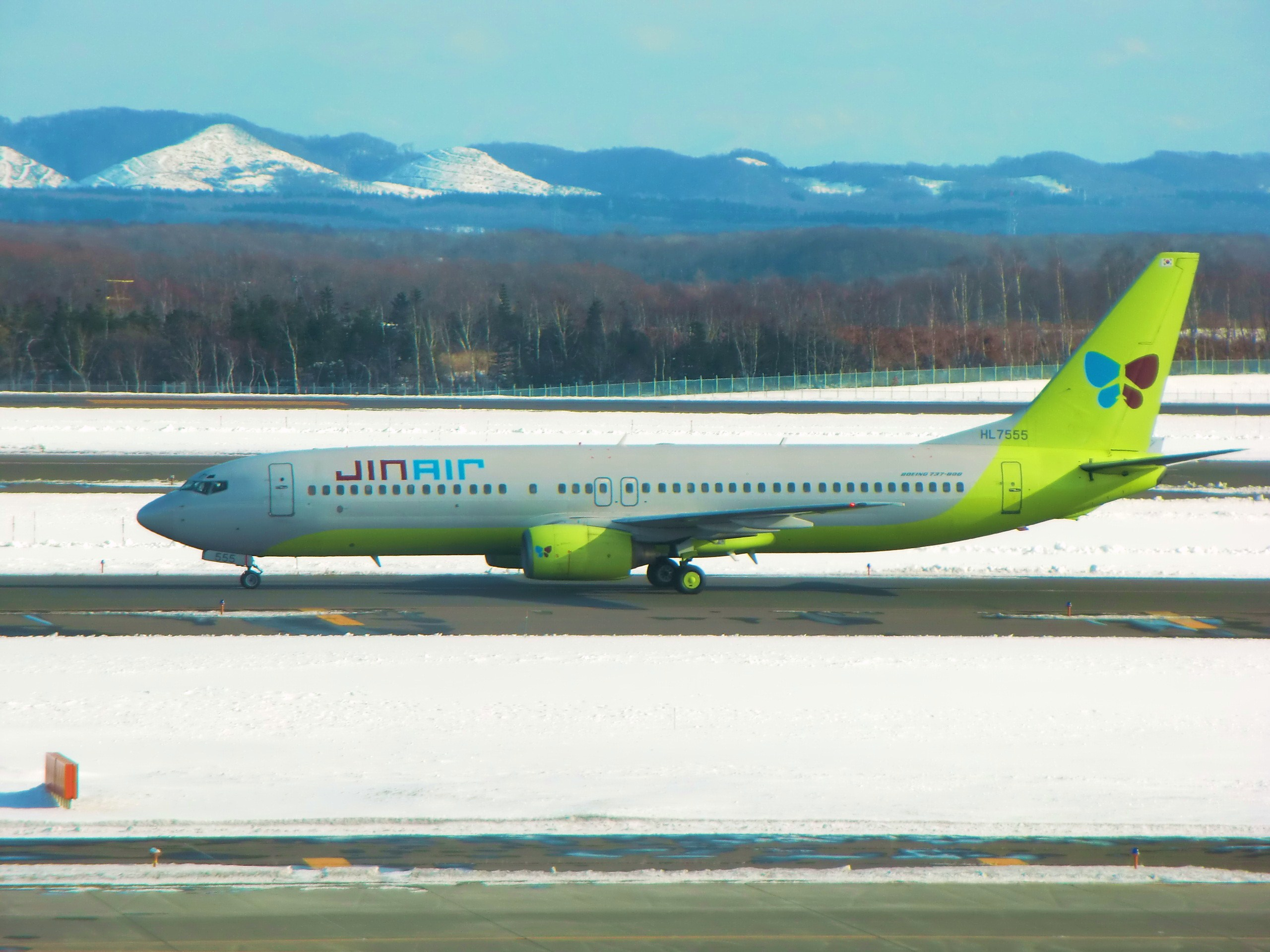
Jin Air tại Sân bay Chitose, Sapporo, Nhật Bản

## Các điểm đến
- Hàn Quốc
  - Jeju-Sân bay quốc tế Jeju
  - Seoul-Sân bay quốc tế Incheon
  - Seoul-Sân bay quốc tế Gimpo
- Trung Quốc
  - Thượng Hải-Sân bay quốc tế Phố Đông-Thượng Hải
- Guam
  - Sân bay quốc tế Antonio B. Won Pat
- Nhật Bản
  - Osaka-Sân bay quốc tế Kansai
  - Sapporo-Sân bay Chitose mới
- Lào
  - Viêng Chăn-Sân bay quốc tế Wattay
- Việt Nam
  - Đà Nẵng-Sân bay quốc tế Đà Nẵng
  - Hà Nội-Sân bay quốc tế Nội Bài
- Philipines
  - Cebu-Sân bay quốc tế Mactan-Cebu
  - Clark-Sân bay quốc tế Diosdado Macapagal
- Hồng Kông
  - Hồng Kông-Sân bay quốc tế Hồng Kông
- Macau
  - Macau-Sân bay quốc tế Macau
- Thái Lan
  - Bangkok-Sân bay quốc tế Suvarnabhumi

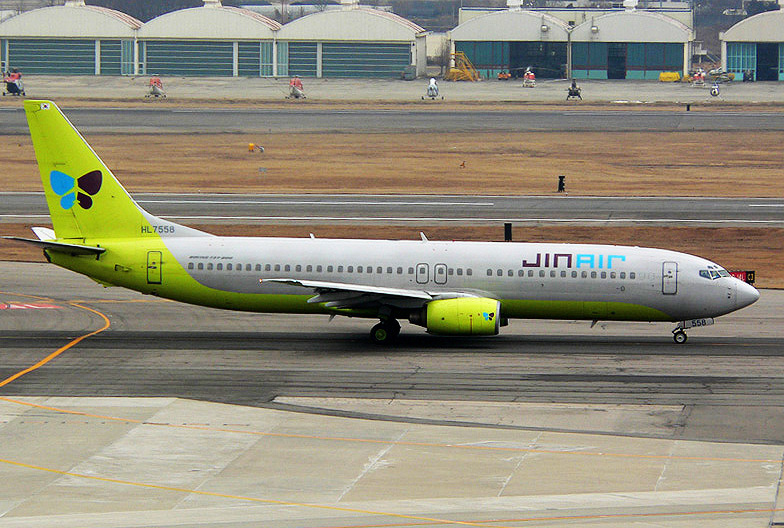
Một chiếc B737-800 của Jin Air